# Czaple Wolne
Czaple Wolne – wieś w Polsce położona w województwie opolskim, w powiecie kluczborskim, w gminie Kluczbork. Miejscowość wchodzi w skład sołectwa Stare Czaple.
W latach 1975–1998 miejscowość położona była w województwie opolskim.
Przez Czaple Wolne przebiega droga krajowa nr 42.

## Historia
Od końca XVIII w. wieś posiadała pieczęć gminną, na której wizerunku przedstawiono ptaka – czaplę zwróconą w lewą stronę, stojącą nad ptasim jajem.